# خوسيه ماري
خوسيه ماري (بالإسبانية: José María Martín Bejarano-Serrano)‏ هو لاعب كرة قدم إسباني، ولد في 6 ديسمبر 1987 في روتا في إسبانيا. لعب مع ريال جيان وريال سرقسطة وريال مورسيا وكولورادو رابيدز ونادي ليفانتي.

## وصلات خارجية
- خوسيه ماري على موقع الدوري الأمريكي (الإنجليزية)
- خوسيه ماري على موقع قاعدة بيانات كرة القدم.إي يو (الإنجليزية)
- خوسيه ماري على موقع Soccerbase.com (لاعب) (الإنجليزية)
- خوسيه ماري على موقع Soccerway.com (الإنجليزية)
- خوسيه ماري على موقع AS.com (الإسبانية)